# Weierstraßsches Majorantenkriterium
Das Weierstraßsche Majorantenkriterium (auch: Weierstraßscher M-Test) ist ein Kriterium zum Nachweis gleichmäßiger und absoluter Konvergenz einer Funktionenreihe. Als Spezialfall enthält es das Majorantenkriterium für Reihen. Es wurde nach dem Mathematiker Karl Weierstraß benannt.

## Aussage
Sei {\displaystyle (f_{n})_{n\in \mathbb {N} }} eine Folge reell- oder komplexwertiger Funktionen auf der Menge {\displaystyle A}. Seien {\displaystyle M_{n}} reelle Konstanten, so dass
{\displaystyle |f_{n}(x)|\leq M_{n}}
für alle {\displaystyle n\geq 1} und alle {\displaystyle x} in {\displaystyle A} gilt. Weiterhin konvergiere die Reihe {\displaystyle \textstyle \sum _{n=1}^{\infty }M_{n}}.
Dann gilt: Die Reihe
{\displaystyle \sum _{n=1}^{\infty }f_{n}(x)}
konvergiert absolut und gleichmäßig auf {\displaystyle A}.

## Beispiel
Sei {\displaystyle 0<\alpha <1} eine reelle Zahl, dann ist die Weierstraß-Funktion
{\displaystyle f(x)=\sum _{n=0}^{\infty }2^{-n\alpha }e^{i2^{n}x}}
überall stetig, aber nirgends differenzierbar. Die Stetigkeit dieser Funktion kann durch den Weierstraßschen M-Test nachgewiesen werden. Es gilt nämlich
{\displaystyle \left|2^{-n\alpha }e^{i2^{n}x}\right|=2^{-n\alpha }}
sowie 
{\displaystyle \sum _{n=0}^{\infty }2^{-n\alpha }=\sum _{n=0}^{\infty }\left({\frac {1}{2^{\alpha }}}\right)^{n}={\frac {1}{1-2^{-\alpha }}}<\infty }
nach der Formel für die geometrische Reihe. Daher konvergiert die Reihe {\displaystyle f(x)} gleichmäßig nach dem Weierstraßschen M-Test. Die einzelnen Partialsummen bilden nun eine Folge stetiger Funktionen, die gleichmäßig gegen {\displaystyle f} konvergiert. Damit ist {\displaystyle f} als ein solcher Grenzwert stetig.